# A Fresh Start
A Fresh Start er en amerikansk stumfilm fra 1910.